# هنگستیک
هنگستیک (به هلندی: Hengstdijk) یک منطقهٔ مسکونی در هلند است که در هولست واقع شده‌است. هنگستیک ۵۳۴ نفر جمعیت دارد.